# Sacrow-Paretzkanalen

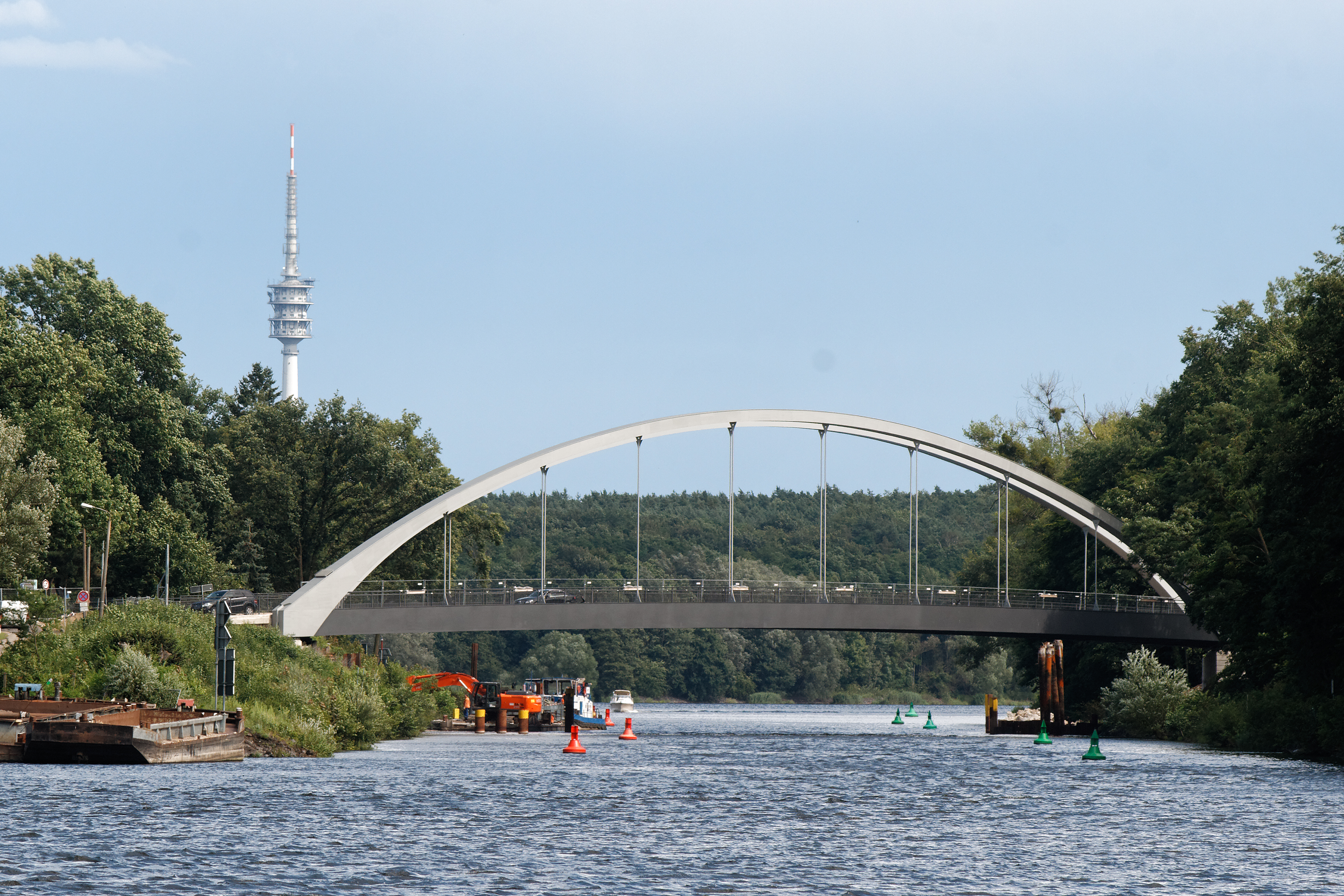
Bro över kanalen vid Nedlitz i Potsdam.

Sacrow-Paretzkanalen, tyska: Sacrow-Paretzer Kanal, är en kanal genom Potsdams norra stadsdelar i Brandenburg. Kanalen sammanbinder två sjöar i floden Havel, Jungfernsee och längre nedströms Göttinsee nära Paretz.
Kanalen invigdes 1876 och förkortade då farleden mellan Berlin och Elbe med 13,5 kilometer samt undvek flera problematiska bropassager genom centrala Potsdam och Werder (Havel).
Kanalen är omkring 12,5 kilometer lång, varav 5,0 kilometer går över redan befintliga insjöar. Den börjar i Jungfernsee vid stadsgränsen till Berlin och rinner från mynningen i Nedlitz i norra Potsdam genom Weisser See, Fahrlander See och Schlänitzsee, där den möter floden Wublitz vid Marquardt. Från Schlänitzsee går kanalen vidare västerut och möter Havelkanalen kort innan deras genensamma mynning i Havel vid Göttinsee i Paretz. Eftersom kanalen helt saknar slussar sker idag merparten av Havels vattenflöde genom kanalen, istället för genom den ursprungliga flodfåran Potsdamer Havel.